# Cô bé Lọ Lem III: Quay ngược thời gian
Cô bé Lọ Lem III: Quay ngược thời gian (tên gốc: Cinderella III: A Twist in Time) là phần tiếp theo sau phần hai của bộ phim Cô bé Lọ Lem II: Những giấc mơ trở thành hiện thực. Thực tế, phần phim này lại được xem như phần tiếp nối của bản phim đầu tiên sản xuất năm 1951, đa số các chi tiết phần II không xuất hiện trong phần này (như Anastasia và người yêu cô ấy ở phần II). Lần này, hai thử thách lớn nhất dành cho Lọ Lem là: chinh phục được trái tim Hoàng tử (một lần nữa) và diệt trừ mụ dì ghẻ độc ác.

## Nội dung
Hôm đó là một ngày vui vì Lọ Lem và Hoàng tử sẽ kỷ niệm 2 năm ngày cưới của mình. Bà tiên đỡ đầu và các chú chuột chủ trì tổ chức bữa tiệc. Bữa tiệc thật hoành tráng và được chọn tổ chức ở nơi lý tưởng nhất.
Trong khi Lọ Lem đang rất hạnh phúc thì ba mẹ con mụ dì ghẻ phải làm việc quần quật từ sáng đến tối. Họ phải rửa bao nhiêu chồng bát đĩa, giặt bao nhiêu mớ quần áo. Công việc thật vất vả nhưng Anastasia vẫn luôn mong ước sẽ có người nào đó yêu mình.
Khi Anastasia đi ra vườn thì phát hiện ra bữa tiệc của Lọ Lem được tổ chức trong khu rừng gần đó. Cô ta liền bám theo. Lúc đó, mọi người ở bữa tiệc đang ca hát vui vẻ. Thế rồi bà tiên vô ý làm rơi cây đũa phép của mình đúng chỗ mà Anastasia đang nấp. Cô ta liền nhặt lấy nó và chạy về nhà khoe với mẹ và chị của mình. Ngay lúc đó, bà tiên tìm đến chỗ của 3 mẹ con dì ghẻ để xin lại cây đũa thần. Nhưng họ đã biến bà ta thành 1 bức tượng đá. Trong chốc lát, mụ dì ghẻ đảo ngược thời gian trở lại đến thời điểm lúc ngài tể tướng mang chiếc giày thủy tinh đến cho các cô gái thử, còn Lọ Lem vẫn ở trong căn phòng bị khoá kín.
Anastasia được thử giày trước tiên. Mụ dì ghẻ đã biến chiếc giày vừa cỡ với chân nàng lúc nào không biết. Thế là Anastasia được rước về lâu đài. Lọ Lem đã thoát được ra ngoài. Nhưng ngài tể tướng đã rước Anastasia về cung mất rồi. Mụ dì ghẻ bảo mọi người đi trước rồi quay vào nhà, bước lên bậc cầu thang nơi Lọ Lem đang đứng. Mụ giật lấy chiếc giày thủy tinh trong tay nàng và thả nó rơi xuống. Chiếc giày thủy tinh vỡ tan! Mụ sung sướng bỏ đi, để lại Lọ Lem trong đau đớn và tuyệt vọng. Sau đó Lọ Lem quyết định đến cải trang thành người bắt chuột. Jag và Gus đã giúp Lọ Lem để cô lọt được vào trong lâu đài.
Lúc Anastasia gặp Hoàng tử, chàng rất bất ngờ vì đó không phải là cô gái mình nhảy tối qua và quyết định không lấy nàng. Nhưng mụ dì ghẻ độc ác đã yểm bùa chàng, khiến chàng nghĩ rằng Anastasia chính là cô gái trong mơ của mình. Chàng liền trao nhẫn cưới cho Anatastasia và đi báo tin mừng cho vua cha. Nhà vua liền gọi Anastasia đến và trao cho cô ta một vỏ ốc - biểu tượng cho tình yêu đích thực. Lọ Lem lúc này bất ngờ gặp Hoàng tử ở chỗ hành lang. Nhưng chàng đã không nhận ra Lọ Lem (vì chàng đã bị yểm bùa). Sau đó các chú chuột đã đến báo cho Lọ Lem biết mụ dì ghẻ đã làm gì. Nàng quyết định cải trang thành người hầu để vào lấy lại cây đũa phép. Vụ việc vỡ lở! Mụ dì ghẻ đã phát hiện ra Lọ Lem. Lọ Lem cùng các chú chuột lấy lại được cây đũa phép và chạy trốn. Mụ dì ghẻ ra lệnh cho lính gác tóm lấy Lọ Lem. Họ đã bắt được Lọ Lem trước khi nàng kịp sử dụng cây đũa phép. Mụ dì ghẻ sai lính gác đày Lọ Lem đi thật xa.
Trong lúc đó những chú chuột đã báo tin cho Hoàng tử biết và nói Lọ Lem mới là tình yêu đích thực của chàng. Chúng còn cho chàng xem chiếc giày thủy tinh còn lại của Lọ Lem. Lập tức, Hoàng tử liền đi tìm nàng. Sau khi tìm thấy, chàng đưa Lọ Lem về lâu đài và nói cho nhà vua biết. Mụ dì ghẻ tức tối liền biến mất ngay lúc đó.
Lễ cưới của Lọ Lem được tổ chức ngay lập tức. Bất ngờ, mụ dì ghẻ lại xuất hiện, với nàng Anastasia - đã trở thành lọ lem giả. Mụ biến Lọ Lem vào một xe bí đỏ và cho con mèo đáng ghét của mụ làm người đánh xe. Các chú chuột đã làm cho con mèo mất thăng bằng và bị ngã. Lọ lem lấy hết đà của mình để làm vỡ cỗ xe. Gus đang bị ngã nhưng Jaq đã kịp cứu. Lọ lem và hai chú chuột trở về lâu đài. Lúc đó đám cưới đang diễn ra. Mụ dì ghẻ và Drizella - chị gái của Anastasia đang núp sau màn.
Chuẩn bị đến hồi quyết định! Hoàng tử và Anastasia - lọ lem giả có là vợ chồng chính thức hay không? Nhưng cuối cùng nàng đã không đồng ý. Mụ dì ghẻ tức tối liền xuất hiện và chuẩn bị biến Anastasia thành ếch. Nhưng Lọ Lem và Hoàng tử đã chắn ngang phép thuật của mụ bằng một thanh kiếm. Nó đã phản xạ lại và biến mụ dì ghẻ và Drizella thành ếch. Anastasia lúc đó cũng biến mình trở lại như cũ, biến bà tiên trở lại là người. Cuối cùng, Lọ Lem và Hoàng tử lại sống hạnh phúc mãi mãi như xưa. Anastasia thì trở nên thân thiện và được vua yêu quý, còn mụ dì ghẻ cùng người chị Drizella bị biến trở lại thành người giúp việc cho lâu đài.

## Phát hành
Bộ phim được sản xuất bởi Disney của Úc và được hoàn thành tháng 7 năm 2007. Cô bé Lọ Lem III được phát hành dưới dạng DVD mua về để phát tại nhà và cũng được trình chiếu trên kênh Disney Channel, trong đó có cả ở châu Á.

## Tiếp nhận
Cô bé Lọ Lem III nhận được những đánh giá khá tích cực từ phía phê bình, với số điểm 67%. Tuy nhiên với những người hâm mộ của bộ phim thì họ cho rằng các tình tiết là không hợp lý vì bỗng dưng Anastasia, người chị con bà mẹ kế lại trở nên thân thiện. Ngoài ra một vài tình tiết của bộ phim gốc năm 1950, Cô bé Lọ Lem đã bị biến tấu trong bộ phim này.